# V392 Большой Медведицы
V392 Большой Медведицы (лат. V392 Ursae Majoris) — двойная затменная переменная звезда типа W Большой Медведицы (EW) в созвездии Большой Медведицы на расстоянии приблизительно 2658 световых лет (около 815 парсеков) от Солнца. Видимая звёздная величина звезды — от +14,85m до +14,27m. Орбитальный период — около 0,2868 суток (6,8828 часов).